# Ermita del Calvario (Canet lo Roig)
La ermita del Calvario de Canet lo Roig (Provincia de Castellón, España) está situada en las cercanías de la población sobre un montículo.
Está construida en mampostería y piedras angulares. Consta de fachada de sillería a los pies con portada adintelada. No contiene ni torre ni espadaña. Su cubierta exterior, está formada por una cépula central en forma dodecagonal y su ábside exterior es poligonal.
El interior es de planta de una nave con un tramo (centralizadas). Los soportes son de medias pilastras, que sostienen arcos de medio punto en la nave. La cubierta interiormente, está formada por una cépula. En la cépula mayor La cubierta está formada por una bóveda de cañón. La decoración es de recubrimiento de yeso y pintado.
Se conservan restos de decoración pictórica en las ventanas laterales. También se conservan restos del antiguo retablo de yesería del siglo XVIII con atributos de la pasión enmarcados por rocallas.
En la actualidad no se utiliza para el culto, y está incluida en la Lista roja de patrimonio en peligro que realiza la asociación Hispania Nostra.